# Rafał Szałajko
Rafał Szałajko (ur. 15 maja 1974 w Sanoku) – polski aktor teatralny i filmowy.

## Życiorys
Urodził się i wychował w Sanoku, gdzie w 1993 ukończył I Liceum Ogólnokształcące im. Komisji Edukacji Narodowej. W 1998 ukończył studia na Wydziale Aktorskim wrocławskiej filii Państwowej Wyższej Szkoły Teatralnej.
Występował we wrocławskim Teatrze Polskim w Operze za trzy grosze (1996) Bertolta Brechta w reż. Macieja Englerta jako Konstabl oraz Historii PRL według Mrożka (1998) Sławomira Mrożka w reż. Jerzego Jarockiego jako chórzysta, Lechu i Zomowiec. W 1998 otrzymał nagrodę prezesa ZASP-u na XVI Festiwalu Szkół Teatralnych w Łodzi za rolę diabła Lucjusza w widowisku Igraszki z diabłem Jana Drdy i jako Benvolio w przedstawieniu Romeo, Julia i inni.... Grał w spektaklu K2 Oświadczyny (1997) Antoniego Czechowa w reż. Krzysztofa Kulińskiego, a także Wrocławskiego Teatru Współczesnego: Kosmos (1999) Witolda Gombrowicza w reż. Pawła Miśkiewicza jako Lulo i Pietruszka Igora Strawinskiego w reż. Marcina Jarnuszkiewicza jako bogaty kupiec i bębniarz. W swoim dorobku ma współpracę z krakowskim Teatrem STU i scenami warszawskimi: Teatrem Kamienica i Teatrem Capitol.

## Życie prywatne
Żonaty z dziennikarką, Katarzyną Niedźwiedź-Szałajko. Mają czterech synów i dwie córki.

## Filmografia

### Filmy
- 1995: 10 minut (etiuda szkolna) - obsada aktorska
- 1996: The Island on Bird Street jako Żyd w getcie
- 2000: To my jako Średni, członek bandy
- 2003: Żurek jako pracownik smażalni Władysława
- 2005: Solidarność, Solidarność...
- 2016: Ostatnia rodzina jako pielęgniarz w szpitalu
- 2017: Ja i mój tata (film krótkometrażowy) jako lekarz pogotowia
- 2018: Autsajder jako więzień fryzjer
- 2018: Pitbull. Ostatni pies jako właściciel kawiarni
- 2019: Planeta Singli 3 jako dostawca cateringu
- 2019: Miłość Eli (etiuda szkolna) jako mąż Eli
- 2019: Kurier jako mężczyzna na Moście Poniatowskiego

### Seriale TV
- 1999: Klan jako bandyta
- 1999: Życie jak poker jako chłopak
- 1999: Na dobre i na złe - pacjent (odc. 1)
- 2001: Adam i Ewa jako pomocnik administratora Rączki
- 2004: Camera Café jako Marek Jabłoński (odc. 65_6)
- 2004: Bulionerzy jako finansista bez biletu (odc. 5)
- 2005: Kryminalni jako Krystian Małecki (odc.23)
- 2006: Niania jako włoski kelner (odc.60)
- 2008: Ojciec Mateusz jako II reżyser (odc. 9)
- 2009: Plebania jako dziennikarz (odc. 1327-1329, 1397, 1431)
- 2011: Ojciec Mateusz jako gangster (odc. 86)
- 2015: Powiedz tak! jako wielbiciel aktorki Zofii Adamczyk (odc. 12)
- 2015: Ojciec Mateusz jako Bogdan Topol (odc. 172)
- 2015: Historia Roja jako kapral LWP (odc. 1)
- 2015: Singielka jako autor Adam Lewiński (odc. 27)
- 2016: Strażacy jako kierowca busa (odc. 15)
- 2016: O mnie się nie martw jako brat wędkarza (odc. 42)
- 2016: Belfer jako oficer dyżurny (odc. 1, 3)
- 2017: Porady na zdrady jako testowany mężczyzna
- 2017: Ojciec Mateusz jako Marian Juras (odc. 214)
- 2017: Listy do M. 3 jako sanitariusz
- 2017: Komisarz Alex jako Kwaśniewicz, prezes związku gołębiarzy (odc. 105)
- 2017: Druga szansa jako prowadzący warsztaty (odc. 4 sezon IV)
- od 2018: Leśniczówka jako Wiesław Kurek, pracownik Karcza
- od 2018: Pierwsza miłość jako sierżant Hubert, partner Melki
- 2018: Barwy szczęścia jako Leon, sponsor Laury (1946, 1958, 1960, 1961)
- 2018: Korona królów jako Wacław z Balic (89)
- 2018: Pod powierzchnią jako właściciel pubu (3)
- 2018: Trzecia połowa jako mężczyzna (10 i pół)
- 2019: Za marzenia jako szef hotelu (odc. 1 (14))
- 2019: Diagnoza jako strażnik więzienny
- od 2019: Blondynka jako Maciej Miller (od odc. 92)
- od 2021: Przyjaciółki jako ojciec Lilki
- 2021: Komisarz Mama jako Michał Marciniak (odc. 1)
- 2021: Ojciec Mateusz jako Alfred Chwała (odc. 335)